# Le Chanteur de Mexico
Pour le film adapté de l'opérette, voir Le Chanteur de Mexico (film).
Le Chanteur de Mexico est une opérette en 2 actes et 20 tableaux, sur une musique de Francis Lopez, un livret de Félix Gandéra et Raymond Vincy, et des paroles de Raymond Vincy et Henri Wernert, créée au théâtre du Châtelet à Paris le 15 décembre 1951. 
Le spectacle est adapté à l'écran en 1956 par Richard Pottier sous le même titre. La chanson titre Mexico demeure l'une des plus connues de Luis Mariano et de la chanson française, avec son célèbre contre-ut final.

## Résumé
À la fête de Lesaca se produisent le chanteur Vincent Etchebar et son fidèle ami Bilou. L'impresario parisien Cartoni remarque Vincent et souhaite l'engager. Le ténor Miguel Morano refuse de partir pour le Mexique avec la vedette féminine Eva Marchal, de peur de retrouver Tornada, une furie à qui il a autrefois promis le mariage. Alors que Vincent et Bilou sont montés à Paris, Cartoni les recherche désespérément. Vincent, sosie de Morano, remplacera sa vedette. Mais les deux compères restent introuvables. Ils sont devenus peintres en bâtiment sur la Tour Eiffel, et logent dans le même immeuble que Cricri, pétillante jeune fille. Grâce à un concours radiophonique, Cartoni l'entend et le convoque. Vincent, engagé, est présenté à sa partenaire. Eva le fait répéter en privé chez elle. L'équipe part pour le Mexique. Dès son arrivée, Vincent, alias Miguel Morano, est repéré par Tornada qui réussit à le faire enlever. Mais Bilou, Cricri et Cartoni arrivent à temps pour expliquer la méprise. Alors que Cricri et Vincent s'avouent leur amour et que Bilou tente de réconforter Tornada, la tournée se termine dans la capitale Mexico.

## Distribution et interprètes de la création
- Vincent Etchebar : Luis Mariano
- Cricri : Lilo
- Bilou :  Pierjac
- Eva Marchal : Jacqueline Chambard, la vedette féminine
- Tornada : Monique Bert
- Jeune prisonnière : Jeanne Rhodes
- N : Cartoni, l'imprésario parisien
- N : Miguel Morano le ténor
- Oldarra, groupe d'art basque : danses et fandango

## Adaptation au cinéma
- 1956 : Le Chanteur de Mexico de Richard Pottier avec Luis Mariano, Bourvil et Annie Cordy.